# 图卢兹主教座堂

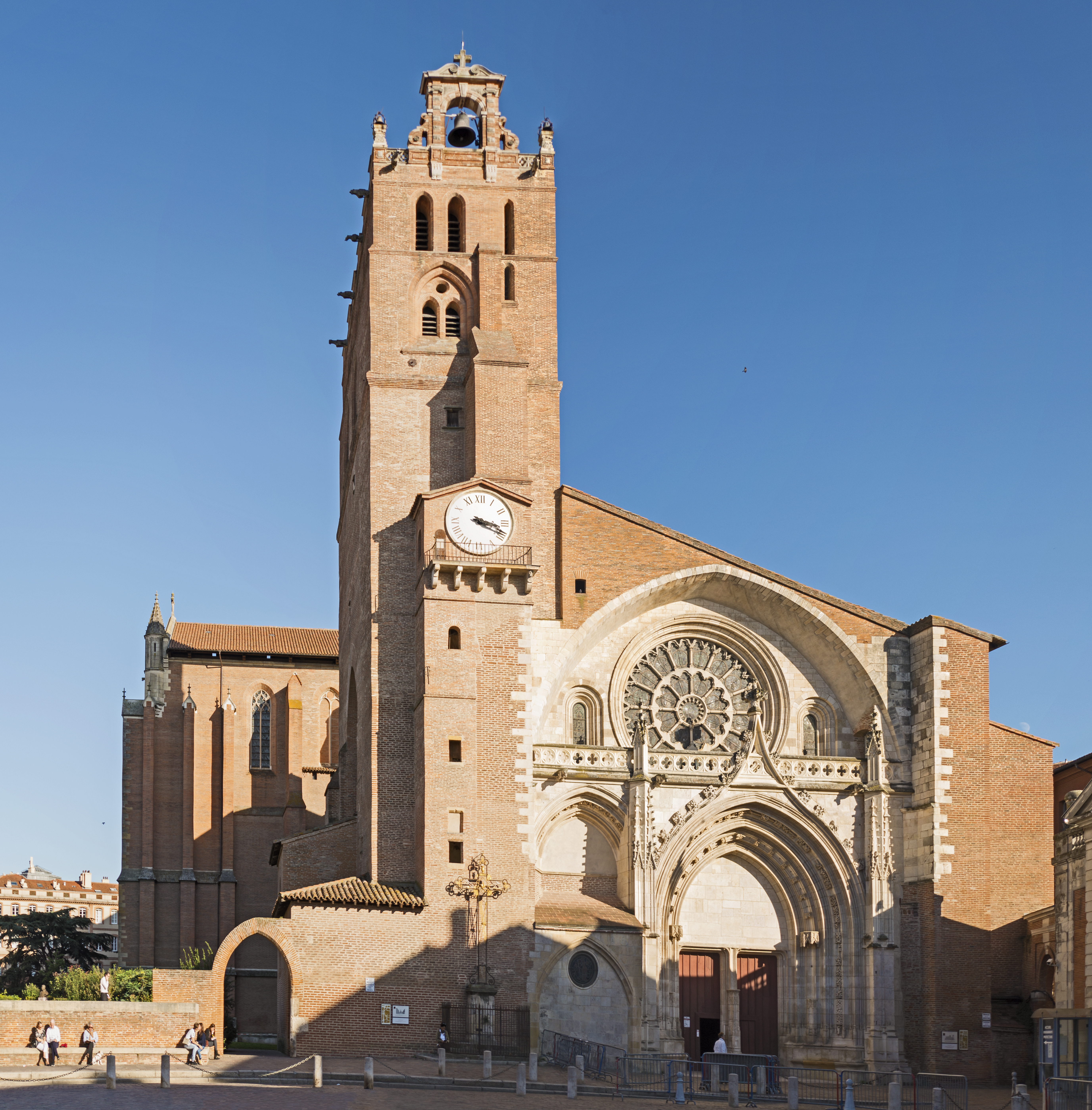
图卢兹主教座堂

图卢兹圣斯德望主教座堂 (Cathédrale Saint-Étienne de Toulouse)是天主教图卢兹总教区的主教座堂，法国历史文物，位于法国西南部城市图卢兹。
教堂的始建时间不明，首次提及教堂在公元844年。1073年图卢兹主教开始修建更复杂的建筑，13世纪又进行增建。

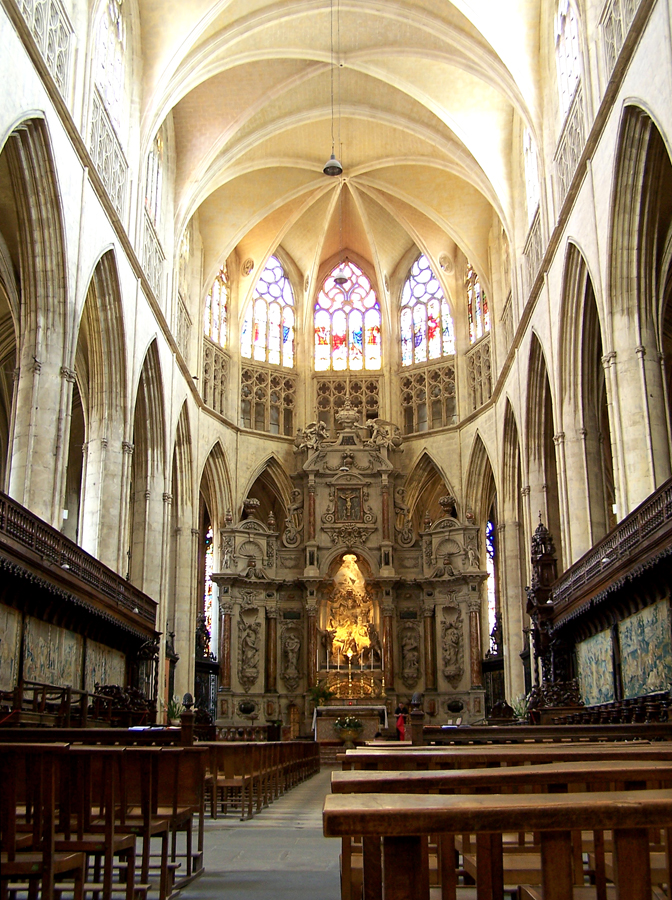
哥特式教堂中殿
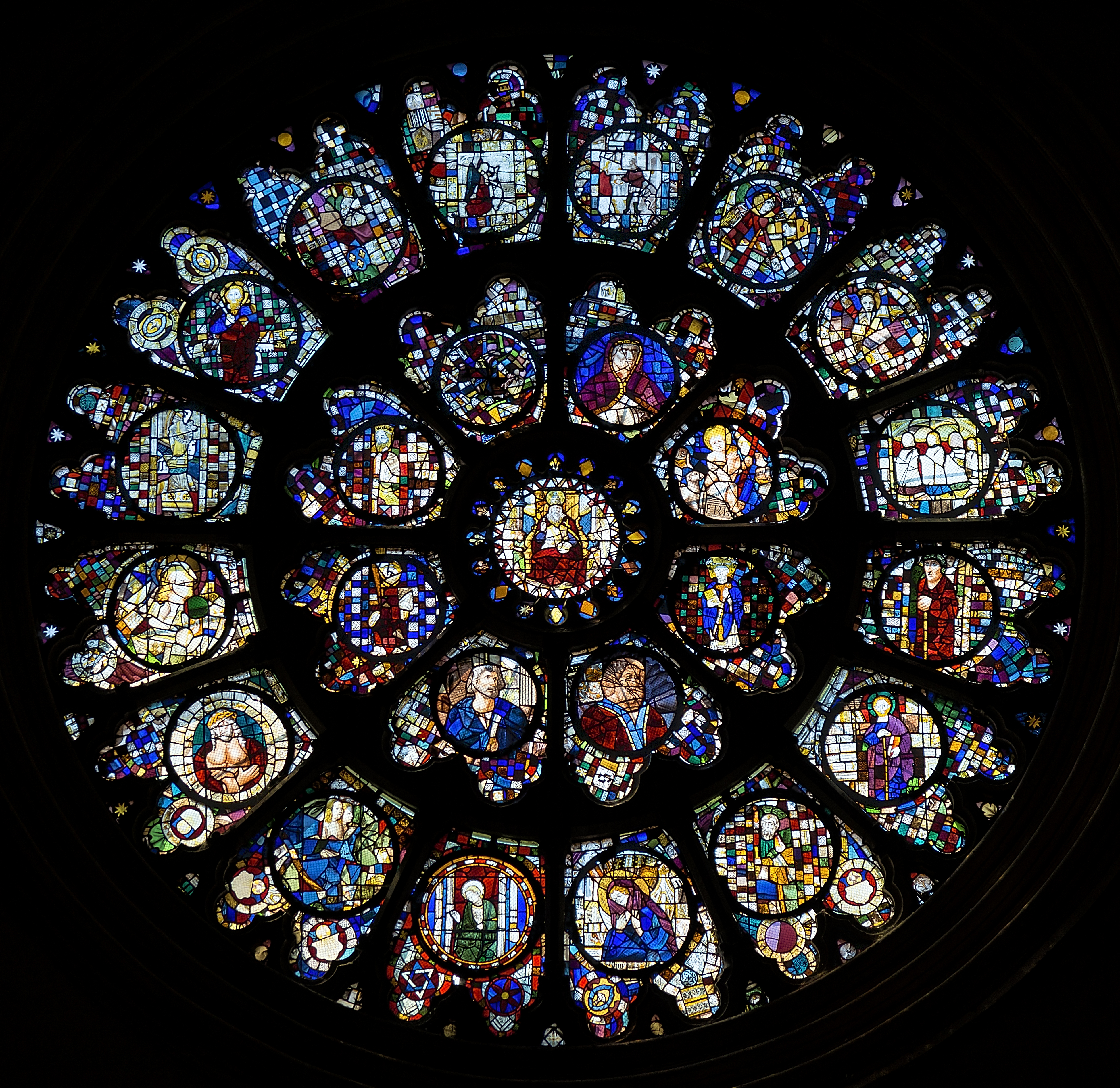
玫瑰窗
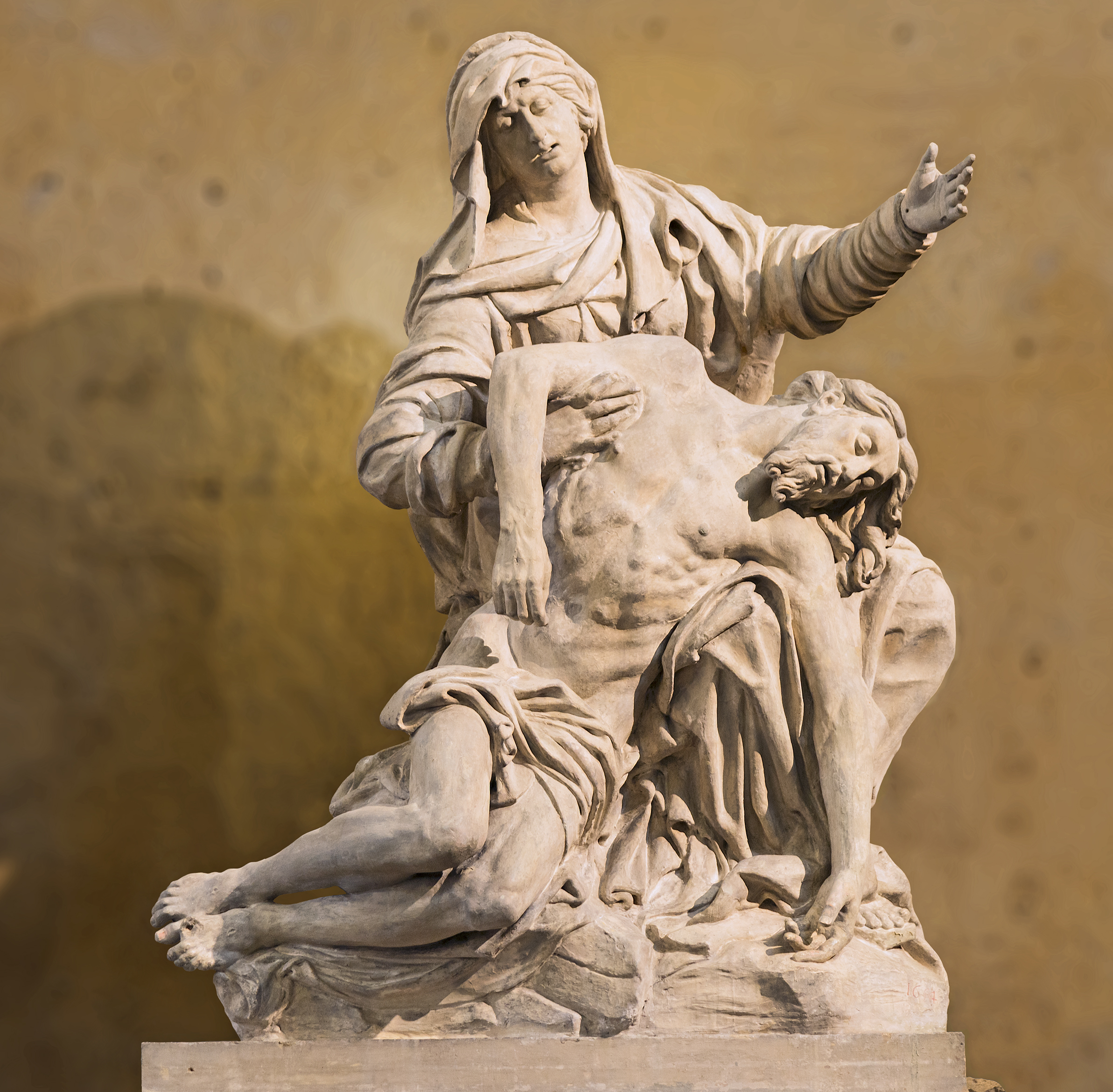
圣母怜子由，热尔韦杜洛埃 1648